# Scyracepon quadrihamatum
Scyracepon quadrihamatum är en kräftdjursart som beskrevs av Sueo M. Shiino1936. Scyracepon quadrihamatum ingår i släktet Scyracepon och familjen Bopyridae. Inga underarter finns listade i Catalogue of Life.